# 11414 Allanchu
11414 Allanchu è un asteroide della fascia principale. Scoperto nel 1999, presenta un'orbita caratterizzata da un semiasse maggiore pari a 2,3526738 UA e da un'eccentricità di 0,1196651, inclinata di 0,91196° rispetto all'eclittica.